# Homestead
Homestead — метеорит-хондрит масою 226500 грам.